# 郑俊杰 (解放军)
郑俊杰（1957年2月—），河北景县人，中国人民解放军中将。现任战略支援部队网络系统部司令员。
曾任中国人民解放军总参谋部三部副部长。2013年，担任中国人民解放军信息工程大学校长等职务。2015年，任中国人民解放军战略支援部队网络系统部司令员。2018年2月，当选为第十三届全国人民代表大会代表。2017年，晋升为中国人民解放军中将。